# Uromyces setariae-italicae
Uromyces setariae-italicae är en svampart som beskrevs av Yoshino 1906. Uromyces setariae-italicae ingår i släktet Uromyces och familjen Pucciniaceae.   Inga underarter finns listade i Catalogue of Life.